# Flogging Molly
Flogging Molly is een Amerikaanse folkpunkband met wortels in Ierland.

## De band
De band werd in 1997 in Los Angeles opgericht in de Pub Molly Malone's. Hun muziek kan omschreven worden als een mengeling van punkrock en Ierse folk die duidelijk is geïnspireerd door de, in de jaren 80 immens populaire, Ierse band The Pogues. Ook zijn er overeenkomsten te horen met de muziek van Dropkick Murphys, een Amerikaanse band die Keltische punk speelt. Alle bandleden van Flogging Molly zijn woonachtig in Los Angeles, maar zanger en oprichter Dave King is een geboren Ier.
De band maakt deel uit van de groep artiesten die is verenigd in het Rock Against Bush project. Ook bekende bands als The Offspring, Foo Fighters en Green Day nemen deel aan dit project. Het is dan ook niet vreemd dat Dave King het nummer "Selfish Man", afkomstig van het eerste album Swagger, opdraagt aan de Amerikaanse oud-president George W. Bush.
Hun nummer "If I ever leave this world alive" van het album Drunken Lullabies is gebruikt in de soundtrack van de film P.S. I Love You (2007).
Flogging Molly treedt regelmatig op in de Lage Landen. In de afgelopen jaren zijn de mannen en vrouw onder meer te zien geweest op de popfestivals Sjock festival, Pinkpop, Lowlands, Nirwana Tuinfeest, Rock Werchter, Pukkelpop, Lokerse feesten, Groezrock, Rock Zottegem, Folk Dranouter, Festival Mundial en de strandfuif van Glabbeek.
In 2012 stonden ze op Rockin' Park in Nijmegen. In 2013 sloten ze hun Europese tour af op Feest in het Park in Oudenaarde. In 2015 stonden ze op de Zwarte Cross en in 2016 en 2019 op Bospop in Weert.
In 2017 traden ze op met de band Amorphis in het voorprogramma van Volbeat op het Strijp-S terrein in Eindhoven.

## Huidige groepsleden
- Dave King (zang, akoestische gitaar, banjo, bodhrán)
- Bridget Regan (viool, fluit, doedelzak, backing vocals)
- Dennis Casey (elektrische gitaar, backing vocals)
- Nathen Maxwell (basgitaar, backing vocals)
- Spencer Swain – (mandoline, banjo, gitaar, backing vocals)
- Mike Alonso (drums)
- Matt Hensley (accordeon, concertina)

## Voormalige groepsleden
- Bob Schmidt (mandoline, banjo, backing vocals)

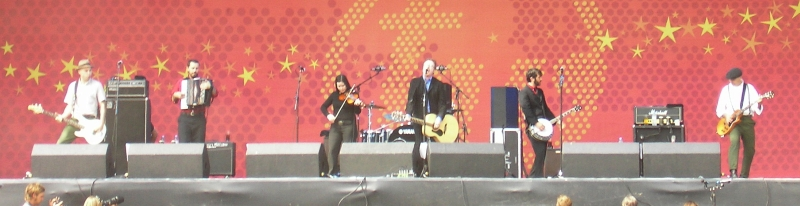
Flogging Molly tijdens hun optreden op Rock Werchter 2005

- John Donovan - gitaar
- Toby McCallum – mandoline
- Ted Hutt - gitaar
- Jeff Peters - basgitaar
- Paul Crowder - drums
- Gary Sullivan - drums
- George Schwindt - drums

## Albums
| Album met eventuele hitnotering(en) in de Nederlandse Album Top 100 | Datum van verschijnen | Datum van binnenkomst | Hoogste positie | Aantal weken | Opmerkingen |
| ------------------------------------------------------------------- | --------------------- | --------------------- | --------------- | ------------ | ----------- |
| Alive Behind the Green Door                                         | 1997                  | -                     | -               | -            | Livealbum   |
| Swagger                                                             | 2000                  | -                     | -               | -            |             |
| Drunken Lullabies                                                   | 2002                  | 07-09-2002            | 48              | 5            |             |
| Within a Mile of Home                                               | 2004                  | 02-10-2004            | 61              | 3            |             |
| Whiskey on a Sunday                                                 | 2006                  | 29-07-2006            | 45              | 2            |             |
| Float                                                               | 2008                  | 08-03-2008            | 37              | 6            |             |
| Live at the Greek Theatre                                           | 2010                  | -                     | -               | -            | Livealbum   |
| Speed of Darkness                                                   | 2011                  | 11-06-2011            | 71              | 2            |             |
| Life is Good                                                        | 2017                  | -                     | -               | -            |             |
| Anthem                                                              | 2022                  | -                     | -               | -            |             |

| Album met hitnotering(en) in de Vlaamse Ultratop 200 albums | Datum van verschijnen | Datum van binnenkomst | Hoogste positie | Aantal weken | Opmerkingen |
| ----------------------------------------------------------- | --------------------- | --------------------- | --------------- | ------------ | ----------- |
| Within a Mile of Home                                       | 2004                  | 16-10-2004            | 96              | 1            |             |
| Float                                                       | 2008                  | 15-03-2008            | 81              | 1            |             |
| Speed of Darkness                                           | 2011                  | 11-06-2011            | 83              | 1            |             |
| Life is Good                                                | 2017                  | -                     | -               | -            |             |
| Anthem                                                      | 2022                  | -                     | -               | -            |             |